# Nomada scitiformis
Nomada scitiformis är en biart som beskrevs av Cockerell 1903. Nomada scitiformis ingår i släktet gökbin, och familjen långtungebin. Inga underarter finns listade i Catalogue of Life.